# Soglio (Italia)
Soglio (Seuli o Seuri in piemontese) è un comune italiano di 129 abitanti della provincia di Asti in Piemonte.

## Storia

### Simboli
(D.P.R. del 25 giugno 1998)

## Monumenti e luoghi d'interesse
Al centro del paese troviamo il castello medievale, rimodernizzato alla metà del Settecento.
La Chiesa Parrocchiale dei Santi Pietro e Giorgio è stata ricostruita nel 1828 ed al suo interno troviamo alcune pregiate tele del Settecento.

## Società

### Evoluzione demografica
Abitanti censiti

### Etnie e minoranze straniere
Secondo i dati ISTAT al 1º gennaio 2015 la popolazione straniera residente era di 3 persone e rappresentano il 2% dell'intera popolazione residente.
Le nazionalità maggiormente rappresentate in base alla loro percentuale sul totale della popolazione straniera residente erano:
- Moldavia 1 33.33%
- Ucraina 1 33.33%
- Stati Uniti d'America 1 33.33%

## Infrastrutture e trasporti
Tra il 1882 e il 1915 Soglio fu servito dalla tranvia Asti-Cortanze.

## Amministrazione
Di seguito è presentata una tabella relativa alle amministrazioni che si sono succedute in questo comune.
| Periodo        | Periodo        | Primo cittadino         | Partito                       | Carica  | Note        |
| -------------- | -------------- | ----------------------- | ----------------------------- | ------- | ----------- |
| 13 giugno 1985 | 31 maggio 1990 | Franca Conti            | -                             | Sindaco | [ 7 ]       |
| 31 maggio 1990 | 24 aprile 1995 | Franca Conti            | -                             | Sindaco | [ 7 ]       |
| 24 aprile 1995 | 14 giugno 1999 | Silvio Curti            | centro                        | Sindaco | [ 7 ]       |
| 14 giugno 1999 | 14 giugno 2004 | Piero Conti             | lista civica                  | Sindaco | [ 7 ]       |
| 14 giugno 2004 | 8 giugno 2009  | Piero Conti             | lista civica                  | Sindaco | [ 7 ]       |
| 8 giugno 2009  | 25 maggio 2014 | Carlo Cosimo Carpignano | lista civica                  | Sindaco | [ 7 ]       |
| 26 maggio 2014 | 26 maggio 2019 | Carlo Cosimo Carpignano | lista civica Sogliesi insieme | Sindaco | [ 7 ] [ 8 ] |
| 26 maggio 2019 | 10 giugno 2024 | Carlo Cosimo Carpignano | lista civica Sogliesi insieme | Sindaco | [ 7 ]       |
| 10 giugno 2024 | in carica      | Carlo Cosimo Carpignano | lista civica Sogliesi insieme | Sindaco | [ 7 ]       |

### Altre informazioni amministrative
Il comune fa parte dell'Unione Comunale Comunità Collinare Val Rilate.